# Úlfarsfell
Úlfarsfell är en kulle i republiken Island. Den ligger i regionen Höfuðborgarsvæði, 9 km öster om huvudstaden Reykjavík. Toppen på Úlfarsfell är 265 meter över havet.
Runt Úlfarsfell är det ganska glesbefolkat, med 38 invånare per kvadratkilometer. Närmaste större samhälle är Reykjavik, omkring 11 kilometer väster om Úlfarsfell. Trakten runt Úlfarsfell består i huvudsak av gräsmarker.